# Ungarische Badminton-Mannschaftsmeisterschaft 2007
Die Ungarische Badminton-Mannschaftsmeisterschaft 2007 war die 39. Auflage des Teamwettstreits in Ungarn. Es wurde ein Wettbewerb für gemischte Mannschaften ausgetragen. Meister wurde das Team von Debreceni TC-DSI.

## Endstand
| Platz | Mannschaft |
| ----- | --- |
| 1.    | Debreceni TC-DSI (Balázs Boros, Péter Kapitány, Attila Kaposi, Ákos Károlyi, Henrik Tóth, Ákos Varga, Zsuzsa Czifra, Csilla Fórián, Zsanett Hegedűs, Renáta Hüse, Mónika Kispál, Orsolya Varga) |
| 2.    | Honvéd Zrínyi SE |
| 3.    | Sportiskola SE |
| 4.    | Alba-Toll SE |

## Referenzen
- Statistik zu den Teamwettbewerben
- A magyar tollaslabdasport 50 éve 1960-2010, Magyar Tollaslabda Szövetség, 2010